# جون تومسون (شاعر)
جون تومسون هو مترجم وشاعر كندي، ولد في 1938، وتوفي في 1976 في Sackville, New Brunswick ‏ في كندا.

## روابط خارجية
- جون تومسون على موقع ديسكوغز (الإنجليزية)